# Triumph 1500

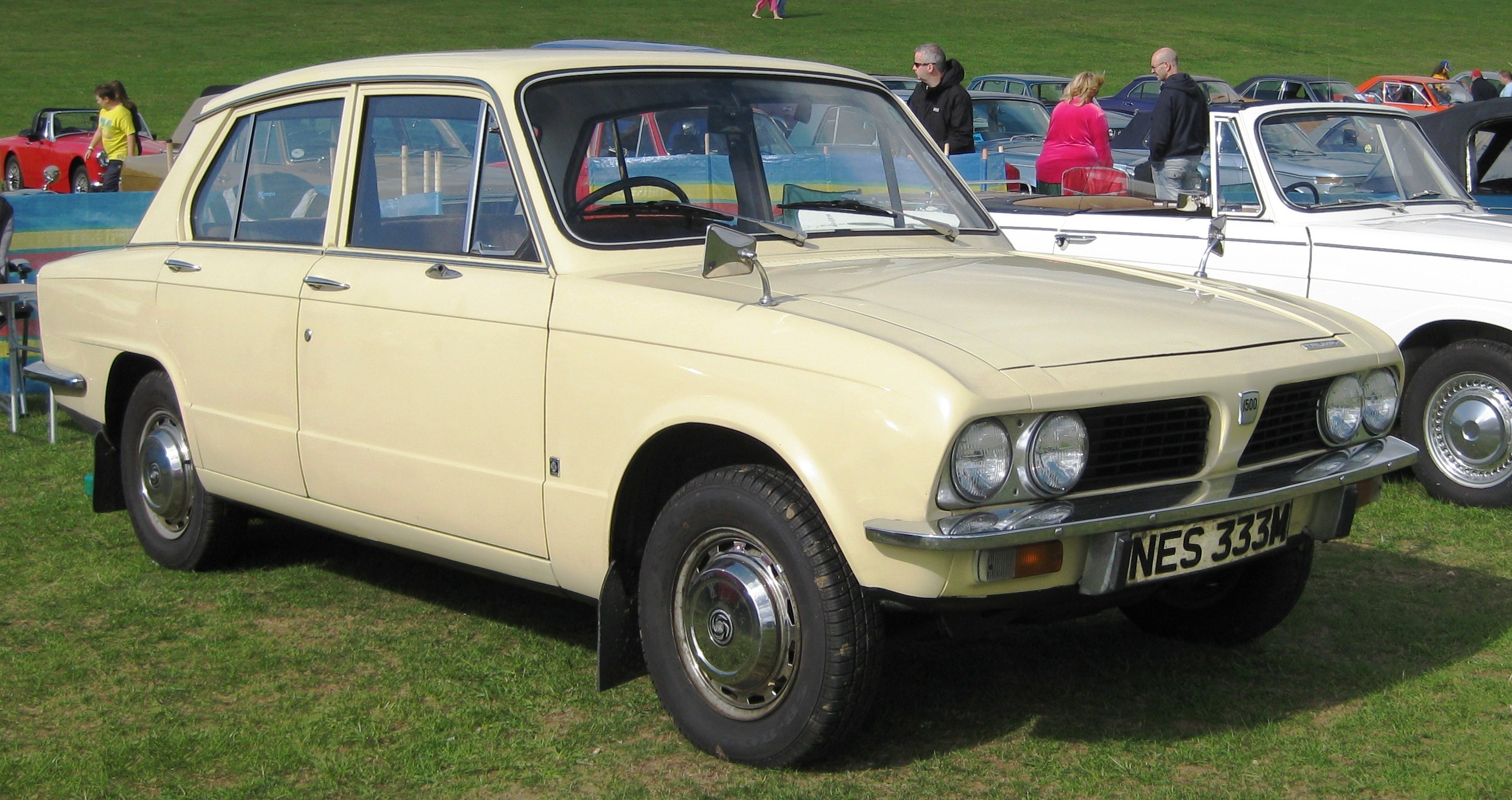
Triumph 1500 TC (1973–1976)

Der Triumph 1500 war ein PKW der unteren Mittelklasse, den Standard-Triumph von Januar 1970 bis März 1976 fertigte.

## 1500
Der Triumph 1500 erhielt das Frontantriebs-Fahrgestell des Triumph 1300 und dessen Karosserie, die aber eine andere Fahrzeugfront mit Doppelscheinwerfern und ein verlängertes Fahrzeugheck mit horizontalen Rückleuchten und einem größeren Kofferraum bekam. Die Innenausstattung wurde ebenfalls überarbeitet und erhielt ein neu gestaltetes Armaturenbrett und Türverkleidungen, wobei aber deren obere Teile in Echtholz blieben. Der Vierzylinder-Reihenmotor wurde auf 1.493 cm³ aufgebohrt und hatte, versehen mit einem einzelnen SU-Vergaser, 61 bhp (45 kW). Alle vier Räder waren an Schraubenfedern aufgehängt, die Vorderräder einzeln.
1972 stieg die Leistung mit Hilfe eines größeren Vergasers und eines geänderten Ansaugtraktes auf 65 bhp (48 kW). Diese späteren Fahrzeuge erkennt man an einer silberfarbenen Plakette an der Fahrzeugfront, während die früheren Modelle eine schwarze besitzen.
Der Wagen erreichte eine Höchstgeschwindigkeit von 140 km/h und beschleunigte von 0–100 km/h in 16,5 s.
Von Anfang 1970 bis Herbst 1973 entstanden 66.353 Einheiten des Triumph 1500.

## 1500 TC
Im Oktober 1973 wurde der Triumph 1500 durch den 1500 TC ersetzt. Dieser hatte den gleichen 1,5 l-R4-Motor, allerdings mit SU-Doppelvergasern, und war auf dem Heckantriebsfahrgestell des kürzlich eingeführten Dolomite aufgebaut. Innen- und Außenausstattung blieben gegenüber dem Vorgänger größtenteils gleich.
Den 1500 TC erkennt man an der entsprechenden Aufschrift auf der Kofferraumklappe und den Radkappen mit schwarzer Mitte, während sie beim 1500 blau waren.
Die Wagen erreichten eine Höchstgeschwindigkeit von 148 km/h und beschleunigten von 0–100 km/h in 14,8 s. Auf Wunsch gab es ein Schiebedach.
Im März 1976 ersetzte der Dolomite 1500/1500 HL den 1500 TC nach 25.549 Exemplaren.